# 처음 만난 그 날처럼
〈처음 만난 그 날처럼〉(일본어: 初めて出逢った日のように 하지메테데앗타히노요니[*])는 일본의 여가수 나카모리 아키나(中森明菜)의 44번째 싱글로 2004년 5월 12일에 발매하였다. (12cmCD: POCE-3601) 작사와 작곡은 대한민국의 송라이터 김형석이, 일본어 가사는 마츠이 고로(松井五郎)가, 편곡은 다케베 사토시(武部聡志)가 도맡았다. 대한민국에서 방영된 드라마 올인의 주제가이기도 했던 박용하의 〈처음 그 날처럼〉을 커버한 곡으로서, 이전의 싱글이었던 〈붉은 꽃〉과 달리 원곡의 컨셉트와 분위기에 더 근접한 곡이다. 당초 〈붉은 꽃〉과 〈처음 만난 그 날처럼〉(약칭: 처음 그 날처럼)은 동시에 녹음된 곡이었으나, 각각의 노래에서 변화된 분위기를 주는게 어떻겠냐고 한 나카모리의 뜻에 따라 싱글을 나누어 발매하게 되었다. 이 곡은 오리콘 주간 싱글 차트 50위에까지 올라갔으며 총 6주 동안 차트 톱100에 머물러 있었다.

## 수록곡
| #            | 제목                                                                         | 작사                                     | 작곡           | 편곡          | 재생 시간 |
| ------------ | ---------------------------------------------------------------------------- | ---------------------------------------- | -------------- | ------------- | --------- |
| 1.           | 〈〈처음 만난 그 날처럼〉(初めて出逢った日のように)〉                        | KIM HYUNG SEOK 마츠이 고로 (일본어 가사) | KIM HYUNG SEOK | 다케베 사토시 | 4:33      |
| 2.           | 〈〈처음 만난 그 날처럼 (가라오케)〉(初めて出逢った日のように（カラオケ）)〉 |                                          |                |               | 4:30      |
| 총 재생 시간 | 총 재생 시간                                                                 | 총 재생 시간                             | 총 재생 시간   | 총 재생 시간  | 9:03      |